# L'Articolo 2
L'Articolo 2 è un film del 1994 diretto da Maurizio Zaccaro.

## Trama
Said è un uomo algerino di mezza età immigrato in Italia, dove lavora come operaio. Appare complessivamente ben integrato: ha un alloggio decoroso e i suoi figli frequentano regolarmente la scuola. Ha però una particolarità: è bigamo, e la sua seconda moglie è rimasta in Algeria ad accudire il suocero, vecchio e malato. Quando questi muore, essa prende l'iniziativa di raggiungere il marito in Italia, nonostante Said non sia d'accordo perché il suo appartamento è troppo piccolo per tutta la sua famiglia. A questo disagio si aggiunge il rinvio a giudizio di Said per bigamia. Egli viene difeso da un'avvocata suggeritagli dal sindacato, nella quale inizialmente non ripone molta fiducia a causa del suo retaggio islamico che sminuisce il valore della donna, ma a cui comunque affida il suo caso. L'avvocata basa la difesa sul fatto che l'Articolo 2 della Costituzione italiana garantisce a tutti i cittadini il diritto di professare la propria religione, e che la bigamia è permessa dalla religione musulmana seguita da Said. L'uomo evita la condanna penale per bigamia, ma viene costretto ad alloggiare le mogli in due abitazioni distinte.
Poco tempo dopo, Said cade vittima di un incidente sul lavoro durante lo scavo di una galleria e muore ricordando un episodio della sua infanzia, quando coi suoi famigliari nelle campagne dell'Algeria scavò un pozzo per l'acqua.